# Томск
Томск (рус. Томск) град је у Русији и административни центар Томске области у западном делу Сибира. Према попису становништва из 2010. у граду је живело 524.669 становника.
Томск је основан 1604. године као војно упориште на обали реке Том, по наређењу цара Бориса Годунова. Данас је Томск научни и културни центар овог дела Сибира.

## Историја
Томск је родно место Сергија Троицког.
Након Октобарске револуције 1917. град је постао значајан центар Белог покрета, који су између осталих предводили Анатолиј Пепељајев и Марија Бочкарева. Након победе Црвене армије почетком 1920их, совјетска влада је сместила у Западносибирску покрајину, а касније у Новосибирску област.
Као и многи сибирски градови, Томск је постао дом многих фабрика премештених из ратних зона 1941. Због тога је град нарастао и совјетска влада је основала нову Томску област, са томском као административним центром.
Током Хладног рата, Томск је постао један од многи затворених градова у који странци нису могли да посете. Ствар је постала још озбиљнија са оснивањем тајног града, знаног као Томск-7, 15 km северозападно од Томска. У новом насељу је саграђена Нуклеарна електрана Томск, прва совјетска нуклеарна електрана индустријских размера. Томск-7 је добио статус општине 1956, а 1992. је преименовао у Северск.

## Становништво
Према прелиминарним подацима са пописа, у граду је 2010. живело 522.940 становника, 35.102 (7,20%) више него 2002.
| 1939.   | 1959.   | 1970.   | 1979.   | 1989.   | 2002.   | 2010.   |
| ------- | ------- | ------- | ------- | ------- | ------- | ------- |
| 145.060 | 248.823 | 338.389 | 420.730 | 501.963 | 487.838 | 524.669 |

## Партнерски градови
- Монро
- Толидо
- Тбилиси
- Новоросијск
- Смоленск
- Улсан